# アルコールハラスメント
アルコールハラスメント（和製英語：alcohol harassment）とは、主に飲酒を強要すること、飲めない者への配慮を欠くこと。広義には酔って行うさまざまな迷惑行為・犯罪行為を含む。それらをまとめて指すための和製英語。略称はアルハラ。

## 概説

### 定義
アルコールハラスメントは、アルコール飲料に関する嫌がらせを意味する用語・概念として用いられている和製英語である。
この問題に関する日本の代表的な組織である特定非営利活動法人アルコール薬物問題全国市民協会（ASK）は、アルハラに当たる行為は以下の5つだと定義している。
1. 飲酒の強要
上下関係・伝統・習慣・「集団でのはやし立て」・罰ゲームなどで心理的圧力をかけて、飲酒を強要すること[3][1]。
2. イッキ飲ませ[1]。
一気に飲ませる（「イッキ、イッキ」などとはやし立て、一気に飲み干すことを強要する）こと。また飲む速度を競わせること[1]。
3. 酔いつぶし[1]。
はじめから、誰かが酔いつぶれる状態になることを意図して飲み会を行うこと。意図があるので傷害罪に当たる。
4. 飲めない人への配慮を欠くこと[1]
本人の体質や意向を無視して飲酒をすすめる行為や、宴会などの場に酒類以外の飲み物を用意しないこと、また飲めない者をからかったりすること[3]。
5. 酔ったうえでの迷惑行為[1]
酔ってたとえばいわゆる「悪ふざけ」を始めたり、言葉でからんだり、暴言をはいたり、暴力をふるったり、セクハラなどをすること[1]

なお、飲酒の強要・イッキ飲ませ・意図的な酔いつぶしなどは、一般に何らかの立場の優位性（先輩、上長など）を悪用して行われるので、パワーハラスメントの一種でもある。

### 歴史
日本では、アルコールハラスメントが原因での死亡者が出たこともきっかけとして1980年代以降に急速に問題視されはじめた。

### 酒の功罪、体質の多様性、飲酒の強要の背景
軽度の飲酒は楽しい気分になり、人間関係を円滑にする潤滑剤の役目を担う場合もあるが、他方で、過度なアルコール摂取は眩暈・吐き気といった不快な症状をもたらし、しばしば嘔吐に至る。特に、酒類が飲めない体質（内臓でのアルコール代謝・分解ができなかったり、その速度が遅い）にとっては酒は一種の毒物であり、微量でも体調を悪化させ、健康を害する。また、急激・大量の飲酒は急性アルコール中毒の原因となり、端的に言えば死の原因ともなりうる。また酔っ払いは、理性や自制心を失い、さまざまな迷惑行為を行い、しばしば事故や犯罪も起こす。たちの悪い習慣性のアルコール中毒も引き起こす危険がある。
アルコールを受け付けない体質は、多くが遺伝性の要因によるものである。飲酒の回数や訓練などで改善するものでもない。
特に日本人は約35%がアルコールの解毒能力が弱く急性アルコール中毒に陥りやすいALDH2（2型アルデヒド脱水素酵素）ヘテロ欠損型の体質であり遺伝的に酒に弱い、と言われている。
日本では、飲酒の強要が行われる背景として、上下関係、伝統、社会的な習慣、などといった心理的圧力がある。なお、飲酒の強要などの問題は、上下関係や長幼の序を重んじる東アジアに特有のものとの分析がある一方、アメリカでの大学生による飲酒事故もあることをふまえて、そのような背景のみで起きるわけではない、との分析もある。

## 日本

### 企業内アルコールハラスメント
日本の企業では、上述の5つの問題行為がおこなわれがちである。
誰かを歓待しようと酒宴が行われる場合、招かれた側は心理的に断りづらく、そもそも酒を飲みたくない・飲めない者が含まれ、結果として歓待する側の意図とは反対に迷惑がられることもある。
歓待のつもりが飲酒の強要になる例は、企業組織内部での場合もまた外部の顧客が相手の場合もある。
特に日本の企業では、上下関係にまつわる心理的な圧力は強く、酒宴では「上司の杯を断ると礼を失する」との観念から部下の側は断りづらい状況が生じる。

### 大学内アルコールハラスメント
アルコールハラスメントの問題は、日本では、1980年代以降に急性アルコール中毒で死亡する20代の若者が続出したことから注目されるようになった。特に1980年代から1990年代にかけて大学生などのイッキ飲みが急性アルコール中毒死の原因として注目され、社会問題として取り沙汰されるようになると、死亡した大学生の遺族らによる呼び掛けによって、社会運動のキーワードとしてこの語は広まった。

## 韓国
韓国など儒教思想の色濃い地域では、ヒエラルキーを重視する関係から目上の者が目下の者に飲酒を勧めた場合、社会通念上でも固辞することをタブーのように捉える、あるいは固辞されると面目が潰されたと感じる傾向がある。この問題は爆弾酒のような飲酒方法にも絡む。

## アメリカ合衆国
アメリカの大学ではヘイジング（hazing）と呼ばれる「新入りいじめ」の問題があり、この言葉自体は飲酒の強要を指すものではないが、特定のサークルや社交クラブに加わる通過儀礼としてゲーム感覚の飲酒が課され、酒がヘイジングの道具として使用されることで飲酒事故に発展する例がある。このような問題への対策としてアメリカの多くの大学では飲酒関連問題に対応する委員会が設置されアルコールポリシーが定められている。

## イッキ飲みの強要
イッキ飲み（一気飲みとも）は、1980年代頃から大学生や新入社員らの間で流行した、一息に酒を飲み干す行為のことで、当初はビールなどのアルコール度数の低い酒を大ジョッキで飲み干す、一種のお座敷芸だった。しかしこれが次第に、場を盛り上げるために「コール」と呼ばれる囃し立てと共に他人に強要されるようになると、場の空気をしらけさせているとして下戸までもがイッキ飲みを強要されるようになった。
イッキ飲みが一種の度胸試しのようになってくると、次第にアルコール度数の高い酒を飲み干すことを求められるケースも多くなってきた。中には飲んだら強引に吐かせ、さらに飲ませるという行為まで横行し、飲食店や飲み屋側は酒が売れるならと見て見ぬ振りをすることもあったことが、問題を深刻化させた。
特に、進学や就職シーズンともなると、毎年のように新入生や新入社員がコンパまたは新人歓迎会、会社主催の会食などでこのイッキ飲みを強要された挙句、急性アルコール中毒で救急病院に担ぎ込まれるケースが続発し、毎年のように死亡者が多数出る。そのため、今日では店側がイッキ飲みを禁止、制止している場合も少なくない。さらに、二十歳未満ノ者ノ飲酒ノ禁止ニ関スル法律により、20歳未満の飲酒と購入、20歳未満への販売・提供が禁止されているが、新入生や高卒で就職した新入社員のほとんどは18-19歳で飲酒経験もなく、もし20歳未満の者に上記のような事態が発生した場合は、酒を販売・提供した店側の責任も問われることになる。最近では、来店者に年齢確認が可能な公的書類（≒身分証明書）の提示を求め、持っていない者や確認出来た20歳未満の者の入店自体を拒否する店も増えてきている。
2006年8月に福岡県福岡市で発生した飲酒運転による事故（福岡海の中道大橋飲酒運転事故）をきっかけに飲酒運転の取り締まりと罰則が強化され、自動車、オートバイ、軽車両などを運転する者に飲食店が酒を飲ませたり、提供や販売をした場合は道路交通法の飲酒運転幇助罪で店側も飲ませた場合と同様に処罰対象となった。これを受け、飲食店では、飲酒運転防止策として運転代行やハンドルキーパーの利用を求めるようになり、一部の駐車場付きの飲食店では、アルコール類の販売や提供を終了したところもある。
政治家の塩川正十郎の甥は大学でイッキ飲みを強要されて急性アルコール中毒で急死しており、1991年の朝日新聞への投書でこの風潮に問題提起している。

### 事例
- 1995年5月13日に、同志社大学テニス同好会の新歓コンパで、新入部員の1回生が、大量の飲酒を強要された末に、鴨川に落とされ溺死する事件があった。

- 2006年、軟式野球サークルの新入生歓迎の合宿中に、専修大学の未成年の1年生の男子学生が、イッキ・コールの中で焼酎水割り7、8杯をイッキ飲みし、死亡。参加した35人全員が1ヶ月～無期の停学となった[6]。

- 2008年3月、神戸学院大学アルコールハラスメント死亡事件

- 2008年4月下旬、一橋大学の小平国際キャンパスの学生寮で開かれた歓迎会で、未成年の新入生がビールを3～6本、焼酎をコップで3～6杯飲まされ、意識朦朧となったあと眠り、そのまま自室に運ばれ、翌朝呼吸停止の状態で発見された。飲酒を強要した2年生が退学処分、4人が無期停学、11人が訓告処分。学長は2か月間の給与の3割を自主返納し、副学長は辞任した[7][6]。

- 2009年8月、テニスサークルの合宿中に、愛知学院大学2年の男子学生が死亡。死亡した学生の両親は、上級生から一気飲みを強要されて死亡したとして、上級生や大学を相手取り約8760万円の損害賠償を求め、名古屋地裁に提訴した[8]。

- 2010年3月13日、佐賀大学のラグビー部の卒業生送別会で、未成年の理工学部1年生の男子学生が飲酒し、死亡。死亡した男子部員は、2時間飲み放題の1次会でビールと日本酒をイッキ飲みも2、3回行ない、2次会に移った直後に店内で吐き、タクシーで2年生の部員のアパートに行って11時過ぎに寝たが、翌朝6時50分に冷たくなってるのを発見された。大学の調査では、特定の学生に対する強要はなかったとした[9][6]。

- 2012年5月、小樽商科大学のアメフト部のパーティーで、75人が参加し、未成年の1年生が死亡。死亡した学生を含め、9人が搬送されており、うち未成年7名が含まれ、1年生は3名だった。大学の発表では、1年生が先輩に肉を持っていくと酒をつがれ残せないルールであり酒の強要があった、としている[6]。

- 2012年6月27日夜、慶應義塾大学公認テニスサークルで、参加者同士あおりながら大量の酒をイッキ飲みし、成人男性1人が翌日死亡。大学の調査では強要などは認められなかったが、10月9日でサークルは解散処分とした[10]。

- 2012年7月、東大サークル飲酒死亡事故

- 2016年、同志社大学ダンスサークルの新歓コンパで、1年生の当時19歳の男子学生が、大量にイッキ飲みをさせられ死亡する事故が発生。死亡した学生の遺族は、京都地方裁判所に提訴したが、2022年10月24日に同地裁は、大学側の責任は否定し和解金の支払いは無い一方、大学側が弔意を示し、学生による「飲み会なくそう」の内容のメッセージなどを同大学のウェブサイトに掲載することなどで和解が成立した[11]。

- 2017年12月、近畿大学テニスサークルの飲み会で、当時2年生だった20歳の男子学生が、大量のイッキ飲みを強要された末に急死。男性の両親は、この飲み会に参加していた学生10人と、介抱役と称し飲み会後に現場に駆け付けた学生6人、その他の学生2人の計18人に対し、計約1億500万円の損害賠償を求め大阪地方裁判所に提訴。2023年3月31日に同地裁は、被告の学生のうち16人に対し、総額約4,220万円の賠償を命じる判決を言い渡した[12]。

## ビンジ・ドリンキング
飲酒に伴う危険に関して、従来は平均飲酒量や一定期間での総飲酒量で評価されることが多かった。しかし、ビンジ・ドリンキング（binge drinking、アルコール飲料の暴飲、無茶飲み）と呼ばれる非日常的な大量飲酒のリスク（事故、虚血性心臓病、アルコール依存症など）も注目されるようになっている。

## 飲酒に関する法律及び指針

### WHO
世界保健機関（WHO）はアルコールの有害使用低減に関する世界戦略（アルコール世界戦略）の指導方針において「子供、十代の若者、酒を飲まないことを選択した成人は、飲まないという行動が支持され、かつ、飲酒を強いられることから守られる権利を有する」と明記している。

### 日本

#### 酒に酔つて公衆に迷惑をかける行為の防止等に関する法律
日本においては「酒に酔つて公衆に迷惑をかける行為の防止等に関する法律」（別名：酩酊防止法、よっぱらい防止法）が存在し、酩酊者の行為規制や保護について規定する一方、同法第2条（節度ある飲酒）において、「すべて国民は、飲酒を強要する等の悪習を排除し、飲酒についての節度を保つように努めなければならない」としている。
この法律は1961年制定の法律で、第2条の条文の趣旨はアルコールハラスメント防止にもつながる内容となっている。一方で第2条のタイトルが「節度ある飲酒」となっており、ある程度の飲酒が前提になっているような表現になっている点に関しては昔ながらの飲酒文化の影響が垣間見えるとの指摘もある。

#### 刑事責任・民事責任
泥酔者を放置して致死させた場合などには、保護責任のある関係者（酒宴の責任者など）に遺棄罪が問われることもあり(後述)、アルコールハラスメントでは、飲酒の無理強いと並んで、急性アルコール中毒に陥った者を放置した側の責任も、問題の一端に挙げられている。
1. 飲酒を強要する行為は、強要罪。なお、未遂処罰規定があるため、強要された側が毅然と断っても強要した側は犯罪となる。
2. 被害者を酔い潰す行為は、意図的なものでなくとも過失傷害罪または重過失傷害罪。酔い潰す結果を意図していた場合には傷害罪。
3. 酔い潰した被害者が死亡した場合、過失致死罪または重過失致死罪。ただし、飲酒強要の態様によっては傷害致死罪、殺人罪も成立しうる。
4. 酔いつぶれた被害者を放置した場合、保護責任者遺棄罪。放置の結果死亡した場合保護責任者遺棄致死罪。
5. 直接飲酒を強要したわけではなくとも、周囲ではやし立てるなどしていた結果被害者が酔い潰れた場合には、傷害罪#現場助勢罪。また、直接強要した者の共同正犯ないし幇助犯とされることもあり得る。
6. 死亡・後遺障害が発生すれば、直接強要した者や、同席の上ではやし立てていた者や、さらに会社主催の新人歓迎会や宴会、会食などの場合は、相手に飲酒を強要した従業員だけでなく、会社側や雇用主にも使用者責任が問われ、民事上の損害賠償責任が発生する。さらに、20歳未満の者に酒を飲ませたり、酒を勧めたり、酒を提供した場合は旧未成年者飲酒禁止法違反となり、刑事上の責任も発生する。特に大学進学した新入生や高卒で入社した新入社員が死亡し、または重篤な後遺症を残した場合、余命が長く利益損失が高く見込まれることから、損害賠償が億単位になることもあり得る。
7. 20歳未満の者に酒を飲ませたり、飲酒を勧めた場合は旧未成年者飲酒禁止法に問われる。
8. 酔った勢いで公衆に迷惑をかけるような著しく粗野又は乱暴な言動をする事を教唆又は幇助した者は、酒に酔つて公衆に迷惑をかける行為の防止等に関する法律4条3項により、当該著しく粗野又は乱暴な言動をした者と同罪に問われる。
9. これから自動車、オートバイ、自転車をはじめとする軽車両を運転する者に酒を提供したり、酒を飲ませたり、飲酒を勧めた者や飲食店（ファミレスをはじめとする飲食店、スナックやバー、ラウンジなどの接待を伴う飲食店、カラオケボックス、ネットカフェなど）は道路交通法の飲酒運転幇助罪に問われ、飲酒運転の事故が発生した場合は、酒類を提供した者だけでなく、飲食店に対しても民事上の損害賠償責任が発生する。
10. ファミレスをはじめとする飲食店、カラオケボックス、ネットカフェなどが20歳未満の者に酒類の提供や販売をした場合は風営法違反となり、従業員と運営会社は刑事上の責任が発生し、当該店舗は公安委員会から一定期間の営業禁止の処分を受ける。

## 対応策

### 日本でのキャンペーン
酒はコミュニケーションツールとして人間関係の導入に用いられることも多いため、特に歓迎会の席では酒を断る意思表示が困難なケースが少なくないのが課題であったが、バッジやシールを配布し、それを着用することで意思表示をしようといったキャンペーンを毎年開催し全国の大学620校にポスター･チラシとともに予防対策を促す要望書を送付している。飲まザル及びアルハラ・ヤダピョンも参照。

#### 飲まザル
アルコール薬物問題全国市民協会（ASK）は「イッキ飲み・アルハラ防止キャンペーン2006」として、「飲まザル」というキャラクターを使用したポスター、チラシやコースターでアルハラにストップを呼びかけている。「見ざる、言わざる、聞かざる」の三猿がモデルである。
なお、コースターは飲料メーカーなどの協力を得て作られ、グラス置きの他にグラスの蓋になり場をしらけさせずに断ることができるようにと工夫がされている。
飲まザルには4種類あり、状況ごとに使う。
- イッキは飲まザル（赤）
- 体質的に飲まザル（緑）
- クルマだから飲まザル（青）
- これ以上飲まザル（黄）

2006年のキャンペーンが好評だった模様で、2007年春からも「飲まザル第2弾」として、デザインを変えたチラシやコースターなどを配布するキャンペーンを行っている。

#### アルハラ・ヤダピョン
「イッキ飲み・アルハラ防止キャンペーン2008」からは、カエルをモチーフとしたキャラクター、「アルハラ・ヤダピョン」が「飲まザル」の後を継ぐ形で登場。こちらもチラシやコースターによってアルハラの抑止を訴えている。チラシでは酒を持ったヘビがカエルに絡みついている。
アルハラ・ヤダピョンも飲まザル同様4種類あり、状況ごとに使う。
- イッキは飲めません！味わいたい派なので・・・。（桃色）
- 体質的に飲めません！DNAには逆らえません・・・。（空色）
- 車なので飲めません！君の口車にも乗らないよ！（青紫）
- 限界なので飲めません！一杯でいっぱいいっぱい。（山吹）

### 大学での対応策
アメリカの多くの大学では飲酒関連問題に対応するため教職員と学生により組織する飲酒関連問題対策委員会が設置されておりアルコールポリシー（飲酒関連問題についての方針やルール）が定められている。